# TERF2
El factor de unión a repeticiones teloméricas 2, cuyo símbolo es TERF2 por sus siglas en inglés, es un gen humano.
Este gen codifica una proteína específica de telómeros, Terf2, que es un componente del complejo de nucleoproteína telomérico, también conocido como telosoma. Esta proteína está presente en los telómeros en la metafase del ciclo celular, es un segundo regulador negativo de la longitud del telómero y desempeña un papel clave en la actividad protectora de los telómeros. Terf2 tiene una actividad similar a Terf1 en cuanto a organización en dominios y en su actividad de unión al ADN, pero difiere de éste que posee un extremo N-terminal de tipo básico en lugar de ácido.